# Französische Rugby-Union-Meisterschaft 1937/38
Die Saison 1937/38 war die 42. Austragung der französischen Rugby-Union-Meisterschaft (französisch Championnat de France de rugby à XV). Sie umfasste 40 Mannschaften in der ersten Division (heutige Top 14).
Die Meisterschaft begann mit der Gruppenphase, bei der in acht Gruppen je fünf Mannschaften aufeinander trafen. Der Erstplatzierte zog jeweils direkt in die Finalphase ein, während die Zweit- und Drittplatzierten eine Barrage um die weiteren Plätze in der Finalphase bestritten. Es folgten Achtel-, Viertel- und Halbfinale. Im Endspiel, das am 8. Mai 1938 im Stade des Ponts-Jumeaux in Toulouse stattfand, trafen die zwei Halbfinalsieger aufeinander und spielten um den Bouclier de Brennus. Dabei setzte sich die USA Perpignan gegen Biarritz Olympique durch und errang zum vierten Mal den Meistertitel.
Die Letztplatzierten der Gruppenphase bestritten ein Play-out um die beiden Abstiegsplätze. Der FC Auch und Stade Français mussten absteigen, während der RC Narbonne zur Variante Rugby League wechselte und deshalb für einige Jahre aus der Meisterschaft ausgeschlossen wurde.

## Gruppenphase
|    | Team               | Siege | Unent. | Ndlg. | Spiel- punkte | Diff. | Tabellen- punkte |
| -- | ------------------ | ----- | ------ | ----- | ------------- | ----- | ---------------- |
| 1. | Biarritz Olympique | 3     | 1      | 0     | 26:5          | + 21  | 11               |
| 2. | CS Vienne          | 3     | 0      | 1     | 44:12         | + 32  | 10               |
| 3. | Aviron Bayonnais   | 2     | 0      | 2     | 31:25         | + 6   | 8                |
| 4. | AS Béziers         | 1     | 0      | 3     | 16:42         | − 26  | 6                |
| 5. | SC Decazeville     | 0     | 1      | 3     | 6:39          | − 33  | 5                |

|    | Team             | Siege | Unent. | Ndlg. | Spiel- punkte | Diff. | Tabellen- punkte |
| -- | ---------------- | ----- | ------ | ----- | ------------- | ----- | ---------------- |
| 1. | AS Montferrand   | 4     | 0      | 0     | 75:13         | + 62  | 12               |
| 2. | RC Toulon        | 2     | 1      | 1     | 23:13         | + 10  | 9                |
| 3. | Stade Dijonnais  | 1     | 1      | 2     | 13:23         | − 10  | 7                |
| 4. | UA Gujan-Mestras | 0     | 2      | 2     | 21:44         | − 23  | 6                |
| 5. | AS Tarbes        | 0     | 2      | 2     | 4:43          | − 39  | 6                |

|    | Team              | Siege | Unent. | Ndlg. | Spiel- punkte | Diff. | Tabellen- punkte |
| -- | ----------------- | ----- | ------ | ----- | ------------- | ----- | ---------------- |
| 1. | USA Perpignan     | 2     | 0      | 2     | 42:22         | + 20  | 8                |
| 2. | Stade Aurillacois | 2     | 0      | 2     | 23:24         | − 1   | 8                |
| 3. | AS Soustons       | 2     | 0      | 2     | 19:28         | − 9   | 8                |
| 4. | US Thuir          | 1     | 0      | 2     | 16:26         | − 10  | 5                |
| 5. | CA Brive *        | 2     | 0      | 1     | 10:10         | ± 0   | 7                |

|    | Team               | Siege | Unent. | Ndlg. | Spiel- punkte | Diff. | Tabellen- punkte |
| -- | ------------------ | ----- | ------ | ----- | ------------- | ----- | ---------------- |
| 1. | Lyon OU            | 3     | 1      | 0     | 39:11         | + 28  | 11               |
| 2. | Boucau Stade       | 2     | 0      | 2     | 36:28         | + 8   | 8                |
| 3. | Stade Pézenas      | 1     | 2      | 1     | 12:15         | − 3   | 8                |
| 4. | Stadoceste Tarbais | 2     | 0      | 2     | 20:32         | − 12  | 8                |
| 5. | Saint-Girons SC    | 0     | 1      | 3     | 11:32         | − 21  | 5                |

* Der CA Brive hatte beim Spiel gegen die US Thuir einen nicht berechtigten Spieler eingesetzt und wurde deshalb auf den letzten Platz relegiert.
|    | Team            | Siege | Unent. | Ndlg. | Spiel- punkte | Diff. | Tabellen- punkte |
| -- | --------------- | ----- | ------ | ----- | ------------- | ----- | ---------------- |
| 1. | US Carcassonne  | 4     | 0      | 0     | 50:26         | + 24  | 12               |
| 2. | US Métro        | 2     | 0      | 2     | 31:26         | + 5   | 8                |
| 3. | Stade Bordelais | 2     | 0      | 2     | 31:26         | + 5   | 8                |
| 4. | FC Lézignan     | 1     | 0      | 3     | 17:42         | − 25  | 6                |
| 5. | US Tyrosse      | 1     | 0      | 3     | 25:34         | − 9   | 6                |

|    | Team                  | Siege | Unent. | Ndlg. | Spiel- punkte | Diff. | Tabellen- punkte |
| -- | --------------------- | ----- | ------ | ----- | ------------- | ----- | ---------------- |
| 1. | Racing Club de France | 3     | 1      | 0     | 30:8          | + 22  | 11               |
| 2. | FC Grenoble           | 3     | 0      | 1     | 27:8          | + 19  | 10               |
| 3. | SU Agen               | 2     | 0      | 2     | 23:26         | − 3   | 8                |
| 4. | CA Bègles             | 1     | 1      | 2     | 10:18         | − 8   | 7                |
| 5. | Stade Français        | 0     | 0      | 4     | 5:35          | − 30  | 4                |

|    | Team                | Siege | Unent. | Ndlg. | Spiel- punkte | Diff. | Tabellen- punkte |
| -- | ------------------- | ----- | ------ | ----- | ------------- | ----- | ---------------- |
| 1. | RC Narbonne         | 3     | 0      | 1     | 25:9          | + 16  | 10               |
| 2. | Stade Toulousain    | 2     | 1      | 1     | 31:12         | + 19  | 9                |
| 3. | CS Lons-le-Saulnier | 2     | 1      | 1     | 29:11         | + 18  | 9                |
| 4. | SO Avignon          | 2     | 0      | 2     | 20:24         | − 4   | 8                |
| 5. | FC Auch             | 0     | 0      | 4     | 9:58          | − 49  | 4                |

|    | Team            | Siege | Unent. | Ndlg. | Spiel- punkte | Diff. | Tabellen- punkte |
| -- | --------------- | ----- | ------ | ----- | ------------- | ----- | ---------------- |
| 1. | Section Paloise | 2     | 2      | 0     | 37:10         | + 27  | 10               |
| 2. | AS Bayonne      | 2     | 1      | 1     | 17:27         | − 10  | 9                |
| 3. | RC Chalon       | 2     | 0      | 2     | 32:29         | + 3   | 8                |
| 4. | UA Libourne     | 1     | 1      | 2     | 17:16         | + 1   | 7                |
| 5. | CA Périgueux    | 0     | 2      | 2     | 5:26          | − 21  | 6                |

## Play-out um den Abstieg
Detailergebnisse nicht bekannt.

## Barrage
| Datum         | Begegnung                            | Ergebnis |
| ------------- | ------------------------------------ | -------- |
| 20. März 1938 | CS Vienne – Stade Dijonnais          | 06:3     |
| 20. März 1938 | Stade Bordelais – FC Grenoble        | 05:3     |
| 20. März 1938 | Stade Toulousain – AS Soustons       | 06:0     |
| 20. März 1938 | Stade Pézenas – RC Toulon            | 03:0     |
| 20. März 1938 | AS Bayonne – SU Agen                 | 08:5     |
| 20. März 1938 | RC Chalon – Boucau Stade             | 06:3     |
| 20. März 1938 | Aviron Bayonnais – Stade Aurillacois | 19:3     |
| 20. März 1938 | US Métro – CS Lons-le-Saulnier       | 13:3     |

## Finalphase

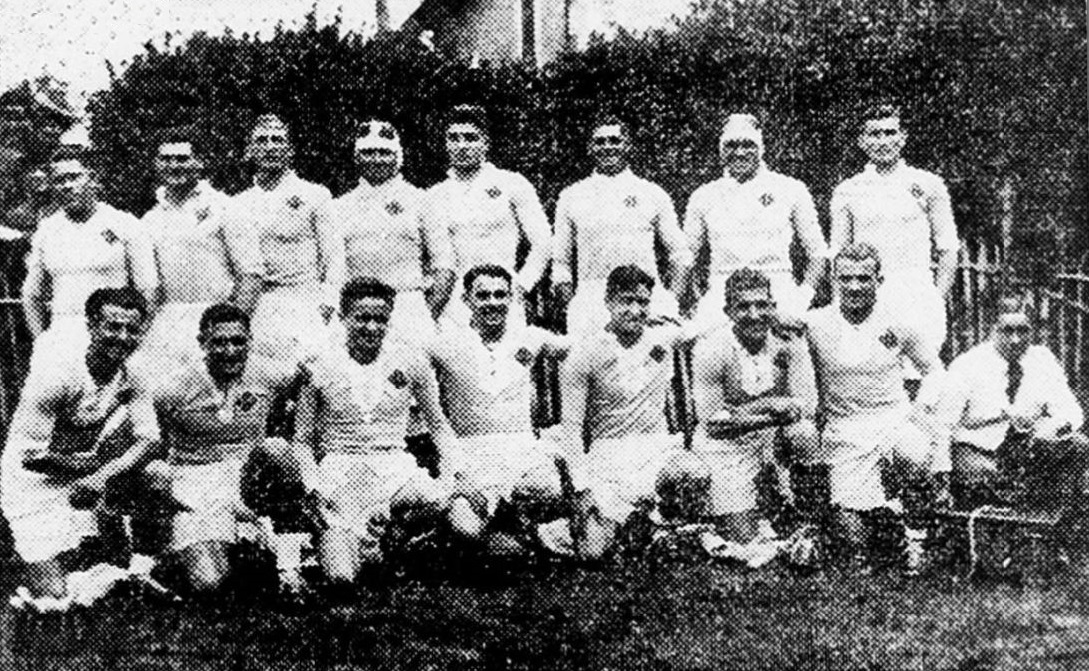
Meistermannschaft der USA Perpignan

### Achtelfinale
| Datum         | Begegnung                          | Ergebnis |
| ------------- | ---------------------------------- | -------- |
| 3. April 1938 | Stade Bordelais – RC Narbonne      | 11:6     |
| 3. April 1938 | US Carcassonne – Aviron Bayonnais  | 03:0     |
| 3. April 1938 | Lyon OU – RC Chalon                | 08:3     |
| 3. April 1938 | Biarritz Olympique – Stade Pézenas | 11:3     |
| 3. April 1938 | Section Paloise – Stade Toulousain | 13:0     |
| 3. April 1938 | USA Perpignan – CS Vienne          | 03:3     |
| 3. April 1938 | AS Montferrand – US Métro          | 03:0     |
| 3. April 1938 | Racing Club de France – AS Bayonne | 09:3     |

Wiederholungsspiel
| Datum          | Begegnung                 | Ergebnis |
| -------------- | ------------------------- | -------- |
| 10. April 1938 | USA Perpignan – CS Vienne | 03:0     |

### Viertelfinale
| Datum          | Begegnung                              | Ergebnis |
| -------------- | -------------------------------------- | -------- |
| 17. April 1938 | AS Montferrand – Racing Club de France | 16:3     |
| 17. April 1938 | Biarritz Olympique – US Carcassonne    | 09:8     |
| 17. April 1938 | Stade Bordelais – Section Paloise      | 05:0     |
| 17. April 1938 | USA Perpignan – Lyon OU                | 19:3     |

### Halbfinale
| Datum          | Begegnung                          | Ergebnis |
| -------------- | ---------------------------------- | -------- |
| 24. April 1938 | USA Perpignan – Stade Bordelais    | 8:3      |
| 24. April 1938 | Biarritz Olympique – AS Montferran | 3:0      |

### Finale
| 8. Mai 1938 | USA Perpignan                                              | 11 : 6  | Biarritz Olympique                                | Stade des Ponts-Jumeaux, Toulouse Zuschauer: 24.600 Schiedsrichter: Léopold Mailhan |
| 8. Mai 1938 | Versuche: Brazès (2) Casenove (1) Erhöhungen: Desclaux (1) | Bericht | Versuche: Sallenave (1) Straftritte: Boutayre (1) | Stade des Ponts-Jumeaux, Toulouse Zuschauer: 24.600 Schiedsrichter: Léopold Mailhan |

Aufstellungen
USA Perpignan: André Abat, Lucien Ballini, Noël Brazès, Georges Casenove, Joseph Desclaux, Henri Gras, Gilbert Lavail, Marcel Llary, Sauveur Moly, Louis Montagné, Jacques Palat, André Poncy, Paul Porical, Jean Serre, Roger Vaills
Biarritz Olympique: Jacques Arrizabalaga, Gabriel Boutayre, Francis Daguerre, Jean Galey, Raoul Gascon, Alfred Guiné, Gabriel Haget, Henri Haget, André Henon, Etienne Ithurra, Louis Lascaray, Jean-Baptiste Lefort, Henri Leguay, Claude Paquin, Rémi Sallenave